# Asociación Nacional de Fútbol Profesional

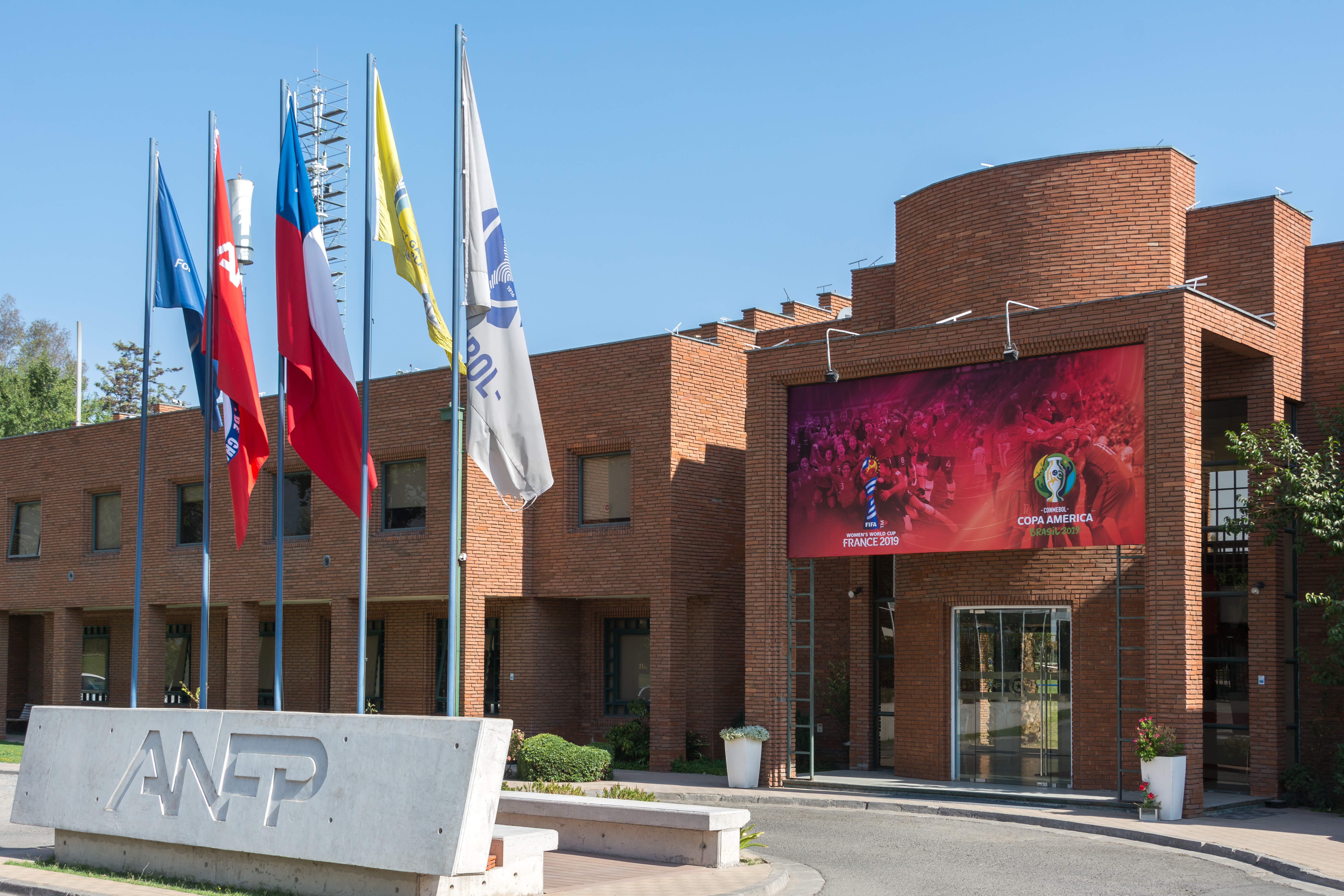
Sede de la ANFP en avenida Quilín, Peñalolén, Santiago.

La Asociación Nacional de Fútbol Profesional (ANFP) es la asociación deportiva encargada de la organización de los campeonatos de fútbol profesional en Chile.
Jurídicamente, es una corporación de derecho privado, distinta e independiente de los clubes que la integran, y forma parte de la Federación de Fútbol de Chile. A través de esta, se relaciona con el Comité Olímpico de Chile (COCh), la Confederación Sudamericana de Fútbol (Conmebol) y la Fédération Internationale de Football Association (FIFA), acatando sus estatutos, reglamentos y reglas del juego promulgadas por la International Board F.A.
La Asociación ejerce la supervigilancia deportiva y correccional sobre todos los clubes que la conforman y actúa como órgano controlador de los mismos.
En el presente (2025), la ANFP es el ente rector de los campeonatos de Primera División, Primera B y Segunda División Profesional, con 46 clubes asociados en total (16 en Primera División, 16 en Primera B, y 14 en Segunda División Profesional).
En 2008 se creó el torneo oficial de Primera División de fútbol femenino.
En 2021, se espera el inicio del proceso de cambios de los estatutos correspondientes para la separación definitiva de la Federación de Fútbol de Chile (FFCh) y la Asociación Nacional de Fútbol Profesional (ANFP), pero hasta la fecha no se ha materializado esta separación.
En 2023, la ANFP firmó un acuerdo con el Grupo Betsson para convertirse en el patrocinador oficial de la liga fútbol de Primera División en Chile. Por lo tanto, el Campeonato Nacional pasó a llamarse Campeonato Betsson.

## Autoridades
La Asociación agrupa bajo su tutela a las siguientes autoridades:
- Consejo de Presidentes: autoridad máxima, conformado por los Presidentes de los clubes de Primera División y Primera B;
- Directorio: compuesto por el presidente de la ANFP más seis directores;
- Presidente: representante legal de la asociación;
- Tribunales: de Disciplina, Asuntos Patrimoniales y Honor;
- Comisión Revisora de Cuentas
- Comisiones permanentes y transitorias, que establezcan el Consejo y el Directorio.

## Organismos[4]
- Comisión de Operaciones
- Comisión Fútbol Joven
- Comisión de Arbitraje
- Comisión Jurídica
- Comisión Nacional de Fútbol Femenino
- Comisión de Control de Doping: encargada de velar por el cumplimiento de los reglamentos internacionales de dopaje.
- Comisión Revisora de Cuentas: tiene facultades para inspeccionar y revisar en el aspecto contable a la Asociación, a todos sus organismos y también a los clubes asociados.[1]
- Tribunal de Disciplina: se ocupa de las sanciones que se deben a quienes infrinjan los reglamentos y estatutos de la Federación, las bases de las competencias y los reglamentos de FIFA.
- Tribunal de Honor
- Tribunal de Asuntos Patrimoniales: que se preocupa de resolver los conflictos de carácter patrimonial que se susciten entre los clubes o entre estos y la Asociación, derivados de la interpretación, aplicación, cumplimiento, incumplimiento, resolución, rescilación o nulidad de un contrato o convención. También tiene competencia para conocer y juzgar situaciones emanadas de la responsabilidad extracontractual de los clubes y la Asociación que causen perjuicios a aquello o a esta.[5]

## Historia

### Antecedentes
La llegada de la década de 1930 trajo consigo el profesionalismo encubierto, llamado también «profesionalismo marrón», al fútbol chileno. Diversos equipos pagaban sueldos a sus jugadores, y aunque la práctica no era legal, el fenómeno se masificó a nivel internacional. Esta irregularidad encubierta se acrecentó debido a diversas giras de clubes por países en donde ya existía el profesionalismo, como la efectuada por Colo-Colo, sumado esto a la presencia en Chile de jugadores extranjeros profesionales. En resumen, el profesionalismo encubierto obligaba a los clubes a pagar, pero el jugador no tenía obligación alguna de responder, lo que llevó a que en 1932 la situación financiera de algunos clubes fuera casi insostenible.
En 1933, debido a los gastos elevados para la mantención de los equipos, los ocho clubes pertenecientes a la División de Honor de la Asociación de Football de Santiago (AFS) —Audax Italiano, Colo-Colo, Green Cross, Magallanes, Morning Star, Santiago Badminton, Santiago National y Unión Deportiva Española— solicitaron rebajar del 30% a un 20% el porcentaje que se cobraba por permanecer en la categoría. No obstante, los dirigentes de la asociación rechazaron la petición.
En vista del rechazo de la Asociación de Football de Santiago, los dirigentes de los clubes se reunieron el 27 de mayo y acordaron una serie de objetivos a través de un primer pacto de honor:
- Mantener la unidad de acción para corregir los porcentajes de pago a la AFS.
- Organización de un Campeonato de Apertura con un porcentaje exigido de 20%.
- Designación de una comisión para el manejo económico, conformada por Waldo Sanhueza, Óscar Sarmiento y Luis Nosiglia.
- La designación de Sanhueza y de Jorge Bate como representantes ante la Asociación de Football de Santiago.

Los firmantes del pacto de honor fueron: Waldo Sanhueza por Colo-Colo; Victoriano Lorenzo por Unión Deportiva Española; Alamiro Silva por Santiago Badminton; Claudio Vicuña por Green Cross; Luis Nosiglia por Audax Italiano; Óscar Sarmiento por Magallanes; Ítalo D'Ottone por Morning Star; y Flavio Valencia por Santiago National.
Sin embargo, el acuerdo no se concretó y esto motivó la salida de los ocho clubes de la asociación, cuyo torneo de la División de Honor ya había iniciado.

### Fundación de la Liga Profesional de Football de Santiago
Producido el rechazo de la Asociación de Football de Santiago a la petición, los ocho clubes autodenominados profesionales acordaron fundar la Liga Profesional de Football de Santiago (LPF), con fecha 31 de mayo de 1933, en reunión celebrada en la secretaría de Santiago Badminton, ubicada en calle Ahumada #136, segundo piso, previa citación de los dirigentes Waldo Sanhueza de Colo-Colo y Jorge Bate Potts de Santiago Badminton. Al efecto, Sanhueza, Óscar Sarmiento de Magallanes y Luis Noziglia de Audax Italiano se hicieron responsables de organizar un torneo especial entre los clubes profesionales, más un Campeonato de Apertura como preludio. Nació así, la actual Primera División de Chile.
En sesión del 5 de junio de 1933, fue elegido el primer directorio, y se procedió a reconocer y firmar el acta de fundación de la LPF. El primer directorio estuvo conformado por:
- Presidente: Carlos Concha, socio de Colo-Colo.
- Vicepresidente: Guillermo Matte H., socio de Green Cross.
- Secretario: Flavio Valencia, socio de Santiago National.
- Tesorero: Ricardo González V., socio de Santiago Badminton.
- Director: Adalciso Pastorino, socio de Audax Italiano.

En esa misma sesión se tributó un voto de aplauso a Jorge Bate y a Waldo Sanhueza, por sus esfuerzos en concretar la formación de la Liga Profesional. Por su parte, quedaron reconocidos como socios fundadores: Jorge Bate Potts, Waldo Sanhueza Carrasco, Robinson Álvarez Marín, Alamiro Silva Silva, Waldemar Galasso, Ítalo D'Ottone, A. Camparino, Luis Noziglia, Simón Martínez, Victoriano Lorenzo, Andrés García, Óscar Sarmiento, Carlos Varela, Juan Uribe, Flavio Valencia, José Martínez, Guillermo Matte Hurtado, Claudio Vicuña, Bartolomé Fontana, Rodolfo Alonso Vial, César Valencia y Fidel Cabrera.
Ambas instituciones, tanto la Asociación de Football de Santiago como la Liga Profesional, aunque separadas, sesionaban en la misma casa que la primera, ubicada en Santo Domingo #1334.
Después de consultar y recibir respuesta favorable de la FIFA ante las reiteradas controversias entre las asociaciones y la Federación de Football de Chile, el consejo de esta última acordó reconocer en su seno a la Liga Profesional de Football de Santiago, en su sesión del 29 de julio de 1933. La resolución fue firmada por Guillermo Sommerville, presidente, y por David Lloyd, secretario.

### Sección Profesional de la Asociación de Football de Santiago
El 5 de agosto de 1933, la prensa dio a conocer el siguiente comunicado:

«La Federación de Football de Chile, frente a los últimos acontecimientos producidos en el fútbol metropolitano, como son el retiro de la División de Honor de la Asociación Santiago, que ocasiona un quebranto económico, y por otra parte, transgresiones reglamentarias y además una lucha entre el profesionalismo y la entidad amateur, acuerda:

1.º Declárese en reorganización a la Asociación Santiago y Liga Profesional de Football.
2.º Nómbrase a las personas que se harán cargo de las instituciones en reorganización: Luis Hernecker, Carlos Amenábar, Alfredo Guzmán y David Lloyd.

3.º Este comité presentará la reglamentación que deberá regir el futuro del fútbol en la capital. Tiene un plazo de 30 días para llenar su cometido y presentarlo al Directorio de la Federación. Facultades que otorga el artículo 21, letra M del Estatuto y artículo 89 del Reglamento Superior».

Luego de realizado el primer campeonato de la LPF, la Asociación de Football de Santiago (AFS) reconoció al incipiente profesionalismo y, por disposición de la Federación de Fútbol de Chile, reincorporó a los disidentes dentro de sus filas.
En un comienzo, la reorganización ordenada por la Federación de Football de Chile consistió en la creación de dos series profesionales: la Serie A o División de Honor y la Serie B o División de Ascenso, cada una integrada por seis clubes. En la Serie A permanecerían seis de los ocho clubes fundadores de la Liga Profesional de Football de Santiago, excepto Green Cross y Santiago National, últimos posicionados en el campeonato profesional de 1933. Estos se integrarían a la Serie B, junto a los tres clubes mejor posicionados de la División de Honor de la Asociación de Football de Santiago: Carlos Walker, Ferroviarios y Santiago, más Deportivo Alemán, club elegido por derecho privativo de la AFS; todos de carácter amateur.
Finalmente, el 9 de febrero de 1934, se firmó un pacto cuyas bases establecieron la creación de un directorio central en la Asociación de Football de Santiago, que cobijaría dos secciones: una amateur y una profesional. Esta última se denominó oficialmente Sección Profesional de la Asociación de Football de Santiago. Cada sección tendría su propio directorio, con absoluta independencia entre ambas. El directorio de la Sección Profesional quedó conformado por:
- Presidente: Guillermo Matte Hurtado.
- Vicepresidente: Juan A. Maluenda.
- Secretario: Rodolfo Alonso Vial.
- Tesorero: Ítalo D'Ottone.
- Director: Robinson Álvarez Marín.

Según el artículo 12 del pacto de fusión, la Sección Profesional de la AFS quedó compuesta por doce clubes en total: los ocho de la Liga Profesional de Football de Santiago y los cuatro de la Asociación de Football de Santiago, ya mencionados, los que participaron en el Campeonato de Apertura y en el campeonato profesional de la temporada 1934. Se convino que los seis mejores clubes, ya declarados profesionales —Audax Italiano, Badminton, Colo-Colo, Magallanes, Morning Star y Unión Deportiva Española— jugaran los domingos, mientras que los otros seis, de carácter amateur, lo hicieran los sábados.
Posteriormente, en 1935, en la sesión ordinaria de consejo de la Sección Profesional, celebrada el 7 de marzo, se eligió el siguiente directorio:
- Presidente: Simón Martínez.
- Vicepresidente: Claudio Vicuña.
- Secretario: Armando Nieves.
- Tesorero: Ruperto Sentis.
- Director: Américo Simonetti.

Ante una serie de confusiones y discusiones técnicas en cuanto al formato de ascensos y descensos, el directorio concurrió en consulta a la Federación de Football de Chile, que determinó en agosto de 1935 dejar sin efecto la competición iniciada en la Sección Amateur y constituir la Serie B al interior de la Sección Profesional, con los seis últimos clubes posicionados en el campeonato profesional de 1934, más Universitario, campeón de la División de Honor de la Sección Amateur de la AFS 1934.
En 1936, la Sección Profesional inició sus funciones el 10 de enero, con una sesión de consejo para elegir nuevo directorio el 1 de marzo:
- Presidente: Simón Martínez.
- Vicepresidente: Luis Giagnoni.
- Secretario: Alamiro Silva.
- Tesorero: Sergio Álvarez.
- Director: Ricardo Cortés M.

No obstante, debido a las constantes desavenencias al interior de la Asociación de Football de Santiago, dicho directorio fue prontamente renovado.

### Asociación de Football Profesional de Santiago
Con fecha 18 de febrero de 1937, el consejo de delegados tomó la resolución de constituir definitivamente la Asociación de Football Profesional de Santiago, decisión ratificada por el propio consejo el día 23 de febrero de ese año. Dos días después se procedió a nombrar un directorio provisorio, que tramitó el reconocimiento de la Federación de Football de Chile, conforme a la nueva reglamentación del fútbol rentado:
- Presidente: Rodolfo Alonso Vial.
- Secretario: Francisco Barros.
- Directores: Américo Simonetti, Alfonso Silva, Simón Martínez.

Se determinó como fecha oficial de fundación de la asociación el 26 de febrero de 1937 y se consideraron como clubes fundadores: Audax Italiano, Badminton, Colo-Colo, Magallanes, Santiago Morning y Unión Española.
Mediante una declaración de principios, se estipularon 15 puntos, entre los que figuran algunos relacionados con el fútbol amateur, como: entregar el 1% de lo recaudado a la Asociación de Football de Santiago; renunciar a los derechos de propiedad de la casa que ocupa la AFS en Santo Domingo #1334; y prestación de los clubes profesionales de ayuda y cesión de canchas a la AFS cuando se estimase necesario.
El 1 de abril de 1937, el consejo procedió a nombrar un directorio definitivo para la temporada 1937:
- Presidente: Fernando Rodríguez Pamias.
- Vicepresidente: Francisco Barros Robinson.
- Tesorero: Sergio Álvarez C.
- Secretario: Humberto Cáceres.
- Directores: Luis Giagnoni, Frutuoso Esteban y Óscar de la Cruz.

La entidad organizó un Campeonato de Apertura, que incluyó selecciones amateurs, y acordó incorporar por primera vez a un club de provincia a la máxima competencia oficial capitalina: Santiago Wanderers. Además continuó organizando la competencia de la Serie B Profesional más una Tercera División. Por último, la Asociación de Football Profesional concluyó la temporada con un Campeonato Especial de Receso.

### Asociación Central de Fútbol de Chile
El 19 de mayo de 1938, la Asociación de Football Profesional de Santiago cambió de nombre y pasó a llamarse Asociación Central de Fútbol de Chile (ACF). Previamente, el 7 de marzo, el consejo de la asociación dio comienzo a las actividades de la temporada 1938 con la primera sesión ordinaria y, de acuerdo a las disposiciones reglamentarias, procedió a la elección del directorio correspondiente a ese período:
- Presidente: Fernando Rodríguez Pamias.
- Vicepresidente: Fernando Larraín Mancheño.
- Secretario: Félix Cantín Castillo.
- Tesorero: Sergio Álvarez C.
- Directores: Humberto Mazzarelli, Óscar de la Cruz y Emilio Deik.

Luego, en reunión de directorio celebrada el 4 de abril, quedó fundada la Sección de Cadetes de la ACF, entidad independiente a la Sección Infantil de la Asociación de Football de Santiago. Para su organización, se designó una comisión conformada por Ghiardo, Zavala, García, Pérez y Rebolledo. La sección inició sus actividades con una inauguración en el Estadio de Carabineros, con el primer campeonato de cuartas especiales, en el que participaron: Audax Italiano, Badminton, Colo-Colo, Magallanes, Santiago Morning, Santiago National y Unión Española. Estos campeonatos fueron los puntos de partida para el actual Fútbol Joven de Chile.
Así también, a indicación del consejo, se pidió a los médicos Félix Cantín y Emilio Deik la organización del Cuerpo Médico, organización colegiada dependiente de la ACF, en la que participaron posteriormente los doctores Roberto Martínez, Manuel Lozada, León Chelchinizki, Macchiavello, entre otros.
El 21 de julio de ese año, por ausencia del presidente en el país, el consejo eligió como reemplazante a Guillermo Sommerville y agregó a Santiago Rebolledo como director. Después de la negativa participación de la selección chilena en el Campeonato Sudamericano 1935, bajo la presidencia de Sommerville, la ACF tomó los siguientes acuerdos, que entraron en vigencia el 1 de febrero de 1939: traer entrenadores extranjeros experimentados; rebajar los sueldos de los jugadores; prorrogar hasta 1941 la no adquisición de jugadores; y aumentar a diez el número de clubes para la Primera División 1939.
El 25 de marzo de 1940 se iniciaron las actividades deportivas en la ACF con la sesión del consejo. Se leyó la memoria y balance de tesorería y, entre otros asuntos, se eligió directorio:
- Presidente: Guillermo Sommerville B.
- Vicepresidente: Alberto Parodi P.
- Secretario: Óscar de la Cruz T.
- Tesorero: Sergio Álvarez C.
- Director: Dr. Félix Cantín C. (posteriormente renunció y fue nombrado Claudio Vicuña Ossa).

## Nombres históricos
Antes de la creación de la Asociación Nacional de Fútbol Profesional (obtuvo personalidad jurídica el 23 de octubre de 1987), hubo cuatro organismos que cumplieron idéntica función. El primero de ellos se llamó Liga Profesional de Football de Santiago creada en 1933 por clubes disidentes de la Asociación de Football de Santiago (AFS) que dieron comienzo al primer campeonato rentado del país. En 1934, se logró el avenimiento con la organización capitalina y pasó a llamarse Sección Profesional de la Asociación de Football de Santiago y tres años después, el 27 de febrero de 1937, surge la Asociación de Football Profesional de Santiago. Finalmente, el 29 de mayo de 1938 comenzó sus funciones la Asociación Central de Fútbol que desapareció en la mitad de la década de los ochenta. En resumen:
- 1933: Liga Profesional de Football (LPF)
- 1934 - 1936: Sección Profesional de la Asociación de Football de Santiago
- 27 de febrero de 1937: Asociación de Football Profesional de Santiago
- 19 de mayo de 1938 - 1986: Asociación Central de Fútbol de Chile (ACF)
- 1987 - Presente: Asociación Nacional de Fútbol Profesional de Chile (ANFP)

Nota: Según el director de la FFCH, los campeonatos nacionales de primera división que se jugaron bajo el alero de la ACF cuentan también como campeonatos regionales igual que los de la Liga Porteña de fútbol profesional: "son paralelos, pero todos son profesionales.
En la competencia Central los equipos que participaban eran todos de Santiago, "también eran títulos regionales", añadió.
Dichos títulos porteños fueron oficialmente reconocidos en 2022 por la federación y la Anfp.

## Directiva 2020-2022
- Presidente: Pablo Milad
- Vicepresidente: Jorge Aguilar

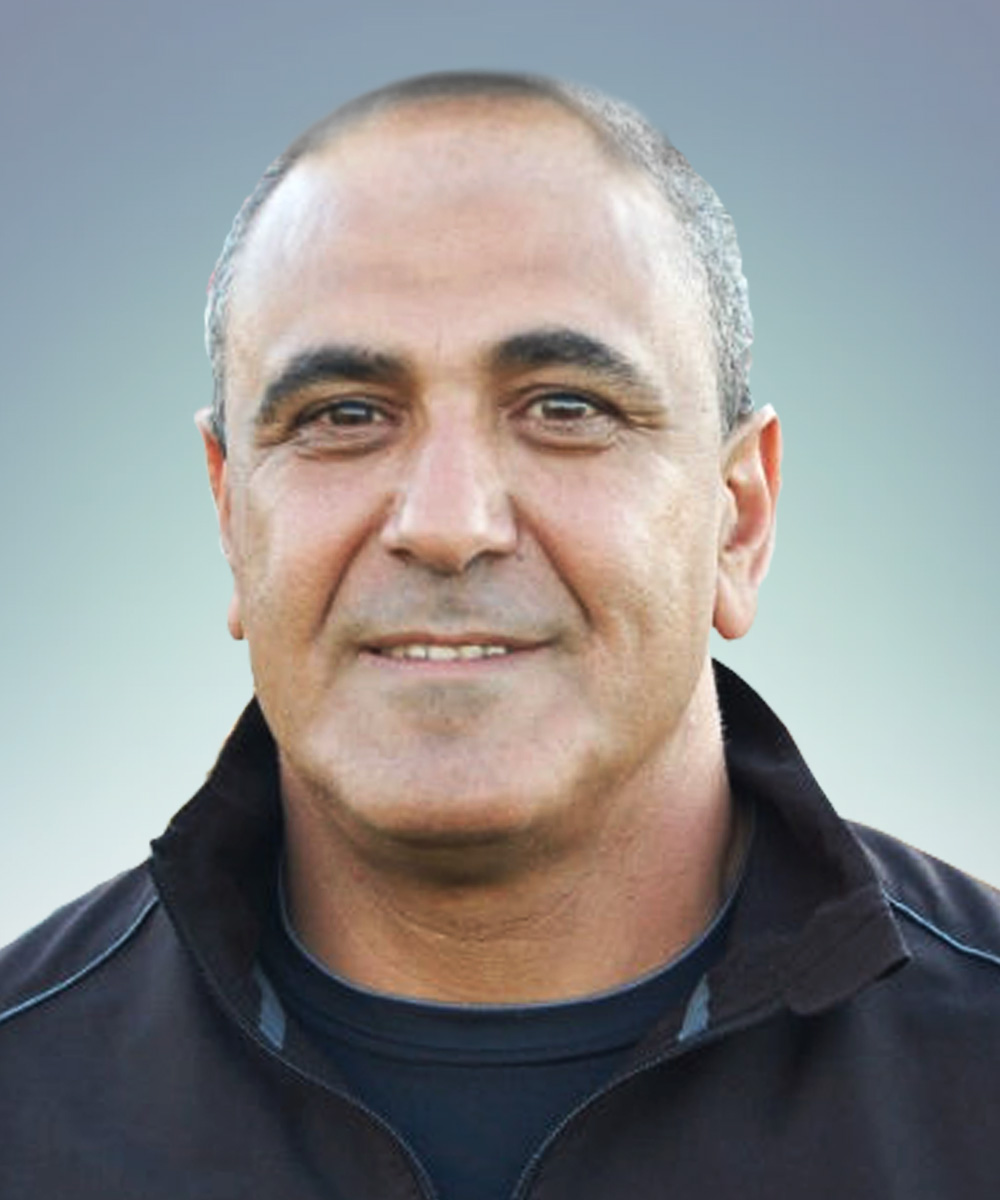
Pablo Milad, presidente de la FFCh y la ANFP desde 2020.

- Segundo Vicepresidente: Raúl Jofré
- Secretario General: Jorge Yunge
- Tesorero: Arturo Guzmán
- Director: Alberto Nuñez
- Director: Gabriel Rebolledo

## Presidentes

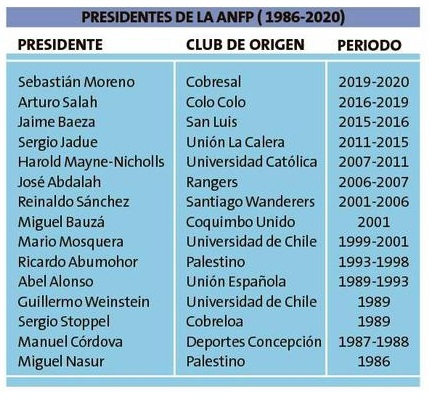
Presidentes de la ANFP desde 1986-2020.

| Año                                                     | Presidente                   |
| Liga Profesional de Fútbol                              |                              |
| 1933                                                    | Carlos Concha                |
| 1933                                                    | Luis Bustamante              |
| Sección Profesional de Asociación de Fútbol de Santiago |                              |
| 1934                                                    | Guillermo Matte              |
| 1934-1935                                               | Simón Martínez               |
| 1936                                                    | Rodolfo Alonso Vial          |
| Asociación de Fútbol Profesional                        |                              |
| 1937-1938                                               | Fernando Rodríguez           |
| Asociación Central de Fútbol                            |                              |
| 1938                                                    | Fernando Rodríguez           |
| 1939-1943                                               | Guillermo Sommerville        |
| 1944                                                    | Guillermo Matte              |
| 1945                                                    | Osvaldo García Burr          |
| 1946-1948                                               | Pedro Foncea Aedo            |
| 1949                                                    | Raúl Maffei                  |
| 1950                                                    | Pedro Foncea Aedo            |
| 1951                                                    | José Carril                  |
| 1951                                                    | Andrés López de Ibarra       |
| 1952-1954                                               | Guillermo Ferrer Ferrer      |
| 1955-1956                                               | Juan Goñi Swiderski          |
| 1957-1958                                               | Eugenio Velasco              |
| 1958-1959                                               | Guillermo Ferrer Ferrer      |
| 1959-1961                                               | Juan Goñi Swiderski          |
| 1962-1968                                               | Antonio Labán Numán          |
| 1969-1972                                               | Nicolás Abumohor Touma       |
| 1973-1974                                               | Francisco Fluxá Ginart       |
| 1975-1978                                               | Eduardo Gordon Cañas         |
| 1979-1982                                               | Abel Alonso Sopelana         |
| 1983-1984                                               | Rolando Molina               |
| 1984                                                    | Antonio Martínez Ruiz        |
| 1984                                                    | Ricardo Abumohor Salman      |
| 1985-1986                                               | Miguel Nasur Allel           |
| Asociación Nacional de Fútbol Profesional               |                              |
| 1986                                                    | Miguel Nasur Allel           |
| 1987-1988                                               | Manuel Córdova Navarrete     |
| 1989                                                    | Sergio Stoppel García        |
| 1989                                                    | Guillermo Weinstein          |
| 1989-1993                                               | Abel Alonso Sopelana         |
| 1993-1998                                               | Ricardo Abumohor Salman      |
| 1999-2001                                               | Mario Mosquera Ruiz          |
| 2001                                                    | Miguel Bauzá Fredes          |
| 2001-2006                                               | Reinaldo Sánchez Olivares    |
| 2006-2007                                               | José Abdalah[cita requerida] |
| 2007-2011                                               | Harold Mayne-Nicholls        |
| 2011-2015                                               | Sergio Jadue                 |
| 2015-2016                                               | Jaime Baeza                  |
| 2016-2019                                               | Arturo Salah                 |
| 2019-2020                                               | Sebastián Moreno             |
| 2020-presente                                           | Pablo Milad                  |